# コレカラ
コレカラは、テレビ西日本で毎週土曜日の未明（金曜日の深夜）に放送されていたバラエティ番組。

## 概要
福岡の若者向け深夜バラエティ番組。「福岡のコレカラを担うタレント達が、様々な色（カラー）を付け成長していく番組」であるとしている。サブタイトルは"EVERYTHING MUST HAVE A BIGINNING"（どんなものにも始まりがある）。
この時間は深夜という事もあり、過去には『九州だんじ』といった大人向けの番組が放送されていたが、この番組では福岡吉本の若手芸人やHKT48を起用し、若者向けに路線変更が行われている。さらに3月までこの時間帯（土曜1:10-1:40）に放送されていた『ゴリパラ見聞録』を1コーナーとして内包した。元々『ゴリパラ見聞録』は同時刻に放送されていた『今夜も万事快調!』のコーナーから番組として独立した経緯があり、再び「コレカラ」のコーナーとして合流した形である。
2012年5月5日（4日深夜）の開始から2013年3月30日（29日深夜）までの期間（以下、この期間を「第1期」と呼ぶ）は1時間番組であり、1:05 - 2:05に放送されていたが、2013年4月13日（12日深夜）から（以下、この期間を「第2期」と呼ぶ）は15分番組に縮小された。第1期には「コレカラダ」「HKT48の課外授業」「ゴリパラ見聞録」の3つのコーナーが放送されていたが、第2期では『ゴリパラ見聞録』が再び単独番組として独立し、「コレカラダ」と「HKT48のうんちゃらはなんちゃらだ!」が週替わりで放送される形式に切り替わり、2013年8月2日（3日深夜）からは「HKT48のうんちゃらはなんちゃらだ!」に代わり「HKT48と×（かける）」が、2014年1月10日（11日深夜）からは「HKT48 嘘ドルを探せ!?」が放送されている。
第1期にはスタジオから放送する形式となっており、スタジオは「タレントが様々な色を付け成長していく番組」というテーマを反映してキャンバスを象った額縁や、筆を象った柱が配置されたデザインになっており、部屋の中は全て真っ白に統一した造りとなっていた。第2期からはスタジオからの放送はなく、VTRのみの放送である。

## コーナー
芸人企画
これからを担う福岡の若手芸人たちが、毎回さまざまな企画に体を張って挑む企画。枠自体の名前はなく、タイトルは毎回異なる。
コレカラダ
これからを担う福岡の若手芸人たちが、新人放送作家の企画に体を張って挑む企画。タイトルの由来は「体を張ること」から「コレカラダ」となっている。
HKT48の課外授業
HKT48のメンバーが、生徒として福岡の様々なものを体験する企画。教師役はレモンティーの阿部哲陽。「コレカラダ」同様に体当たり企画が多い企画であった。
HKT48のうんちゃらはなんちゃらだ!
HKT48のメンバーが様々な事柄を調査し、福岡における「○○（うんちゃら）=××（なんちゃら）」という「方程式」を勝手に作る企画。助手役としてレモンティーの阿部哲陽が「課外授業」に引き続いて出演するも、役回りは教師からHKTメンバーの助手に格下げとなった。
HKT48 嘘ドルを探せ!?
福岡発のアイドルHKT48のメンバーの、HKT48の公式ホームページに掲載されているプロフィールを検証し、嘘が発覚した場合は放送翌日より実際に変更するという企画。福岡吉本所属のお笑いコンビ、レモンティーの「あべちゃん」こと阿部哲陽が司会として、「HKT48と×（かける）」に引き続いて出演。
HKT48と×（かける）
HKT48のメンバーと様々な事柄をかけあわせ、「一体どうなるか」を検証する企画。レモンティーの阿部哲陽が「HKT48の課外授業」以来の先生役として「うんちゃらはなんちゃらだ!」に引き続いて出演。
ゴリパラ見聞録

## 出演者
芸人企画
- 空中ズボン（藤岡佑将、井上大輔）
- ルームメイト（中島丈次、大脇睦）
- 土居上野（上野聖和、土居祥平）

MC
- コンバット満
- 森田美位子

ゴリパラ見聞録
- ゴリけん
- パラシュート部隊

HKT48 嘘ドルを探せ!?・HKT48と×（かける）
- HKT48 - 毎週メンバーが2〜5名ずつ出演。
- 阿部哲陽（レモンティー）

※「HKT48のうんちゃらはなんちゃらだ!」「HKT48の課外授業」と同様。

## 放送時間
第1期
土曜日　1:05 - 2:05（金曜日深夜）
第2期
土曜日　1:35 - 1:50（金曜日深夜）
なお、前30分は再独立された『ゴリパラ見聞録』が放送され、後15分は企画との関係で『AKB映像センター』の遅れ放送となっている。『映像センター』にはHKT48劇場支配人の指原莉乃がMCとして、福岡県出身のリリー・フランキーが“ご近所さん”として、それぞれ出演している。

## 関連イベント
コレカラに関連して「コレカライブ」というお笑いイベントが福岡市内で開催された。コレカライブにはコレカラダの空中ズボン、ルームメイト、土居上野が出演し、MCの2人が司会を務めた。第一回の「コレカライブ Vol.1」は2012年12月13日、第二回の「コレカライブ Vol.2」は2013年3月14日に開催された。　